# (21622) Victorshia
(21622) Victorshia est un astéroïde de la ceinture principale d'astéroïdes.

## Description
(21622) Victorshia est un astéroïde de la ceinture principale d'astéroïdes. Il fut découvert le 9 juin 1999 à Socorro (Nouveau-Mexique) par le projet LINEAR. Il présente une orbite caractérisée par un demi-grand axe de 2,23 UA, une excentricité de 0,22 et une inclinaison de 5,2° par rapport à l'écliptique.

## Compléments